# Paradolichurus
Paradolichurus  (лат.) — род ос из семейства Ampulicidae, включающий 4 вида. (Bohart & Menke, 1976). Северная (США), Центральная (Мексика) и Южная Америка (Бразилия). Мелкие осы (5—8 мм), в основном чёрные, задняя часть брюшка у самок от красной до желтовато-коричневого. Отдельные беловатые пятна могут быть на клипеусе, мандибулах, пронотуме, тегулах, скутеллюме и первом тергите. Мандибулы короткие. Клипеус широко выпуклый. 
- Paradolichurus boharti Kimsey, 1993
- Paradolichurus californicus (F. Williams, 1960) — Калифорния (США)
- Paradolichurus morelensis (F. Williams, 1962) — Мексика
- Paradolichurus obidensis (Ducke, 1903) — Бразилия